# Spojené arabské emiráty na Letních olympijských hrách 2016
Spojené arabské emiráty na Letních olympijských hrách 2016.

## Medailisté
| Medaile | Jméno       | Sport | Disciplína |
| ------- | ----------- | ----- | ---------- |
| Bronz   | Sergiu Toma | Judo  | Muži 81 kg |